# Balada n.º 2 (Chopin)
La Balada n.° 2 en fa mayor, op. 38 es una balada para piano solo de Frédéric Chopin, terminada en 1839. Una interpretación típica dura de seis a ocho minutos.

## Historia

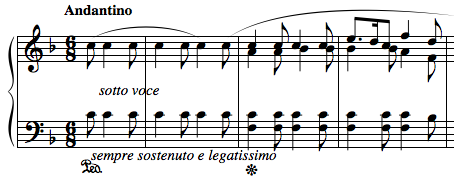
Compases de apertura de la balada n.° 2.

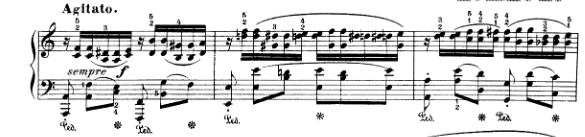
Inicio del Agitato.

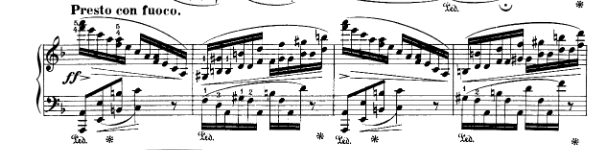
Inicio del segundo Presto con fuoco.

Chopin comenzó a componer la balada en 1836 en Nohant, Francia. Fue una de las obras inacabadas que se llevó a Mallorca para una estancia invernal con George Sand. Chopin anunció la finalización de la balada en una carta fechada el 14 de diciembre de 1838, y en enero de 1840, había vendido la obra a Breitkopf & Härtel para su publicación, junto con la Sonata para piano n.° 2, Scherzo n.° 3, Polonesas, Op. 40, Mazurkas Op. 41 , Nocturnos Op. 37 e Impromptu n.º 2.
Robert Schumann, que había dedicado su Kreisleriana, Op. 16, a Chopin, recibió a cambio la dedicatoria de esta balada.
La pieza ha sido criticada por algunos pianistas y musicólogos destacados, incluido Schumann, como una obra menos ingeniosa que la primera. Existe cierto grado de desacuerdo en cuanto a su inspiración, con la afirmación, a menudo hecha de que se inspiró en el poema Świtezianka, el lago de Willis de Adam Mickiewicz, pero esta afirmación no tiene fundamento, y la Balada no°. 3 a veces también se atribuye a este poema.

## Estructura
Al igual que con las baladas n.° 3 y 4, la balada n.° 2 está escrita en tiempo doble compuesto (6
8).
Se abre silenciosamente en la dominante de la tonalidad fa mayor, con do repetidas tanto en la mano izquierda como en la derecha. Esto progresa rápidamente a una melodía y desarrollo con la instrucción de interpretación sotto voce —silenciosamente—. Esta sección se desvanece con varias la repetidas en la mano derecha.
La siguiente sección de la balada, en marcado contraste con la primera, se abre con la instrucción de interpretación Presto con fuoco —muy rápido con fuego—. Está en una tonalidad inusual para una melodía secundaria; en lugar de estar en el paralelo menor de fa menor, está en la menor. El erudito y biógrafo de Chopin, Frederick Niecks escribe sobre esto: «La entrada del presto... parece no estar en consonancia con lo que precede, pero lo que escuchamos después... justifica la presencia del presto».
La pieza vuelve en breve a su tempo y estilo originales, y la primera melodía se elabora más. Aquí, Chopin incorpora variaciones de la melodía que no estaban presentes en la etapa expositiva inicial de la pieza. Este desarrollo progresa hasta que el tema Presto con fuoco se reintroduce y recapitula naturalmente. Esta vez, también se elabora y termina abruptamente, hasta que el tema se repite una vez más y la pieza se desvanece. Se repite el tema original de fa mayor, pero ahora en la menor, la tonalidad del Presto; es así como termina la pieza, sin volver a su tónica.